# Griffin Park
 (avril 2025).
Si vous disposez d'ouvrages ou d'articles de référence ou si vous connaissez des sites web de qualité traitant du thème abordé ici, merci de compléter l'article en donnant les références utiles à sa vérifiabilité et en les liant à la section « Notes et références ».
Le Griffin Park est une enceinte sportive située à Brentford, dans le borough londonien de Hounslow au sud-ouest de Londres, en Angleterre. Ce stade de 12 300 places, inauguré en septembre 1904. Il héberge de 1904 à 2020 les matchs du Brentford FC. Ils changent ensuite pour un stade plus moderne, le Brentford Community Stadium. 